# Ербий
Ербий е химичен елемент със символ Er, пореден атомен номер 68 и атомна маса 167,26. Температурата му на топене е 1529 °С, а на кипене 2868 °С. Има 16 изотопа, представлява рядък метал със сребристо-бял цвят. Открит е през 1843 година. Сравнително стабилен на въздух, мек и не се окислява лесно.